# Chookiat Sakveerakul
Chookiat Sakveerakul (Tailandès: ชูเกียรติ ศักดิ์วีระกุล), nascut el 1981 a Chiang Mai, Tailàndia) és un director de cinema i guionista tailandès. També és conegut com a Ma-Deaw Chukiatsakwirakul o Matthew Chukiat Sakwirakul.
Entre els seus treballs destaquen la seva primera pel·lícula, The Passenger of Li, una producció independent; Pisaj, una pel·lícula de terror produïda per Sahamongkol Film International el 2004; 13 game sayawng, una comèdia negra d'èxit, la qual va guanyar molts premis en molts festivals de cinema; etc.